# Parthenicus cuneotinctus
Parthenicus cuneotinctus är en insektsart som beskrevs av Knight 1925. Parthenicus cuneotinctus ingår i släktet Parthenicus och familjen ängsskinnbaggar. Inga underarter finns listade i Catalogue of Life.